# Milton Parsons
Milton Parsons est un acteur américain, né le 19 mai 1904 à Gloucester (Massachusetts), mort le 15 mai 1980  à Los Angeles (Californie). Il a joué dans plus d'une centaine de films.

## Filmographie partielle
- 1940 : La Vie de Thomas Edison de Clarence Brown
- 1941 : Dressed to Kill d'Eugene Forde
- 1941 : Docteur Jekyll et Mister Hyde (Dr. Jekyll and Mr. Hyde) de Victor Fleming
- 1942 : The Hidden Hand de Benjamin Stoloff
- 1942 : La Blonde de mes rêves (My Favorite Blonde) de Sidney Lanfield
- 1942 : André et les Fantômes (The Remarkable Andrew) de Stuart Heisler
- 1945 : Dick Tracy de William Berke
- 1946 : Cœur de gosses (Rolling Home) de William Berke
- 1946 : Dick Tracy contre Cueball de Gordon Douglas
- 1946 : Alibi suspect (Dark Alibi) de Phil Karlson
- 1947 : Dick Tracy contre le gang de John Rawlins
- 1947 : Bury Me Dead de Bernard Vorhaus
- 1947 : Fall Guy de Reginald Le Borg
- 1950 : La Capture de John Sturges
- 1953 : Le Sabre et la Flèche d'André de Toth
- 1954 : L'Assassin parmi eux d'Arnold Laven
- 1963 : La Malédiction d'Arkham de Roger Corman